# Maryland SoccerPlex
Der Maryland Soccer Plex ist ein Sportkomplex in Germantown, Maryland, der im Jahr 2000 eröffnet wurde und von der Maryland Soccer Foundation betrieben wird. Er umfasst insgesamt 19 Rasenplätze und drei Kunstrasenplätze sowie eine Sporthalle (Discovery Sports Center) mit acht Basketball- bzw. Volleyballfeldern. 
Der Komplex liegt im Erholungsgebiet South Germantown Recreational Park, in dem sich zudem zwei Minigolfanlagen, eine Driving Range, eine Bogenschießanlage, ein öffentlicher Garten, ein Modellbootteich, zwei BMX-Kurse, eine Tennisanlage und eine Schwimmhalle befinden.
Das Hauptstadion bietet Platz für bis zu 5126 Zuschauer und ist seit 2013 Austragungsort der Heimspiele von Washington Spirit aus der National Women’s Soccer League. Zuvor trug schon das Vorgängerfranchise Washington Freedom aus der Women’s Professional Soccer seine Heimspiele hier aus.
Seit 15. Juni 2013 trägt das Hauptstadion den Namen Maureen Hendricks Field.

## Geschichte
Im Jahr 1998 gründete eine Gruppe engagierter Eltern um Maureen und John Hendricks, dem Gründer von Discovery Communications die Maryland Soccer Foundation (MSF), eine gemeinnützige Organisation, die den zukünftigen Komplex errichten, verwalten und betreiben sollte. Für die Errichtung wurde eine öffentlich-private Partnerschaft (PPP) mit der Maryland-National Capital Park and Planning Commission geschlossen.
Im Oktober 2000 wurde der aus zunächst 19 Rasenplätzen bestehende Maryland SoccerPlex eröffnet, im Jahr 2008 erfolgte eine Erweiterung um drei Kunstrasenplätze.